# ヴァレンシア (ミュージシャン)
ヴァレンシア（Valensia、1971年4月13日 - ）は、オランダ、ハーグ出身のマルチプレイヤーとして知られるミュージシャンである。

## カナ表記
「Valensia」は「b」と「v」の発音を区別しないスペイン語由来の言葉であるため、日本語では通常「バレンシア」と記述する。しかし、当該人物は発表された全ての音楽アルバム（後述）の日本国内盤の帯及びライナーノーツで「ヴァレンシア」と表記されているので、本項ではこちらを使用している。

## 来歴
インドネシア人の父親とオランダ人の母親の間に生まれる（2人兄弟の兄である）。4歳から5歳よりピアノを独学で弾き始め、スペインで幼少期を過ごしていた時（9歳）、スペインの音楽関係者からレコード・リリースのオファーがあったが、両親の反対で実現しなかった。
その後、オランダに戻り、16歳で4トラックのカセットテープ・レコーダーを手に入れて、デモ・テープの作成を始める。録音した作品を音楽関係者に送ったところ、ジョン・ソンネヴェルドから連絡があり、1992年末、オランダのフォノグラム (マーキュリー・レーベル)と契約、1993年にデビュー・シングル「ガイア (Gaia)」をリリースする。翌年には日本でもFM放送を中心にヒットし、同曲が収録された同名のデビュー・アルバムは10万枚以上を売り上げた。
その後も定期的にアルバムを発表、1999年及び2002年には、同じオランダのミュージシャンであるロビー・ヴァレンタインとのプロジェクト「V」名義でアルバムをリリースした。さらに2003年にはクイーンの作品を自ら演奏・録音したアルバム『クイーン・トリビュート』を発表している。

## 音楽性
ヴァレンシアは、自身のアルバムのライナーノーツ及び作品解説の多くをみずから執筆しており、影響を受けたミュージシャンや自身の作品の分析も包み隠さず書いている。ファースト・アルバムの時点でビートルズのサイケデリック時代、ケイト・ブッシュ、クイーンに影響を受けたと書いているが、中でもクイーンの影響は顕著で、デビュー10年目の2003年にアルバム『クイーン・トリビュート』をリリースし、クイーンの曲を12曲録音している。

## ディスコグラフィ

### スタジオ・アルバム
- 『ガイア』 - Valensia (1993年)
- 『K.O.S.M.O.S. - 遥かGAIA(地球)を離れて…ヴァレンシア2』 - Valensia II - K.O.S.M.O.S (1996年)
- 『V3』 - V III - Valensia '98 (1998年)
- 『ガイア2』 - Gaia II (2000年)
- 『ザ・ブルー・アルバム』 - The Blue Album (2002年)
- 『クイーン・トリビュート』 - Queen Tribute (2003年)
- 『アグライア (ガイア3) - レガシー』 - Valensia VI - Gaia III - AGLAEA - Legacy (2014年)
- Eden and the Second Serpent (2017年)
- The Secret Album (2017年)
- 『セヴン』 - 7EVE7 (2019年)

### EP
- 『ホワイト・アルバム』 - White Album (1994年)
- 『サンダーボルト』 - Thunderbolt (1996年)
- 『ファントム・オブ・ジ・オペラ』 - Phantom of the Opera (2000年)
- 『ルナ・ルナ』 - Luna Luna (2001年)
- 『ノン・プラグド』 - Non Plugged (2004年)

### コンピレーション・アルバム
- The Very Best of Valensia (1997年)

### リミックス・アルバム
- Gaia II.0 (2015年)

### V (ヴァレンシア / ヴァレンタイン)
- 『V (ヴァレンシア / ヴァレンタイン)』 - Valensia/Valentine (1999年)
- 『ヴァレンタイン vs ヴァレンシア』 - Valentine vs Valensia (2002年)

### メタル・マジェスティー
- 『メタル・マジェスティー』 - Metal Majesty (2003年)
- This is Not a Drill (2004年)
- 2005 (2005年)

### サウンドトラック
- Air Twister オリジナル・サウンドトラック (2022年)

## 映画
- Levine (2017年) ※全編本人脚本監修のホラーサスペンス